# Рогат точков дървесен скакалец
Рогатите точкови дървесни скакалци (Hemikyptha punctata) са вид насекоми от семейство Membracidae.